# مائوری نیبرگ-نوروما
مائوری نیبرگ-نوروما (فنلاندی: Mauri Nyberg-Noroma; ۳۱ ژانویهٔ ۱۹۰۸ – ۲۳ دسامبر ۱۹۳۹) ژیمناست هنری اهل فنلاند بود.